# 弓張岳

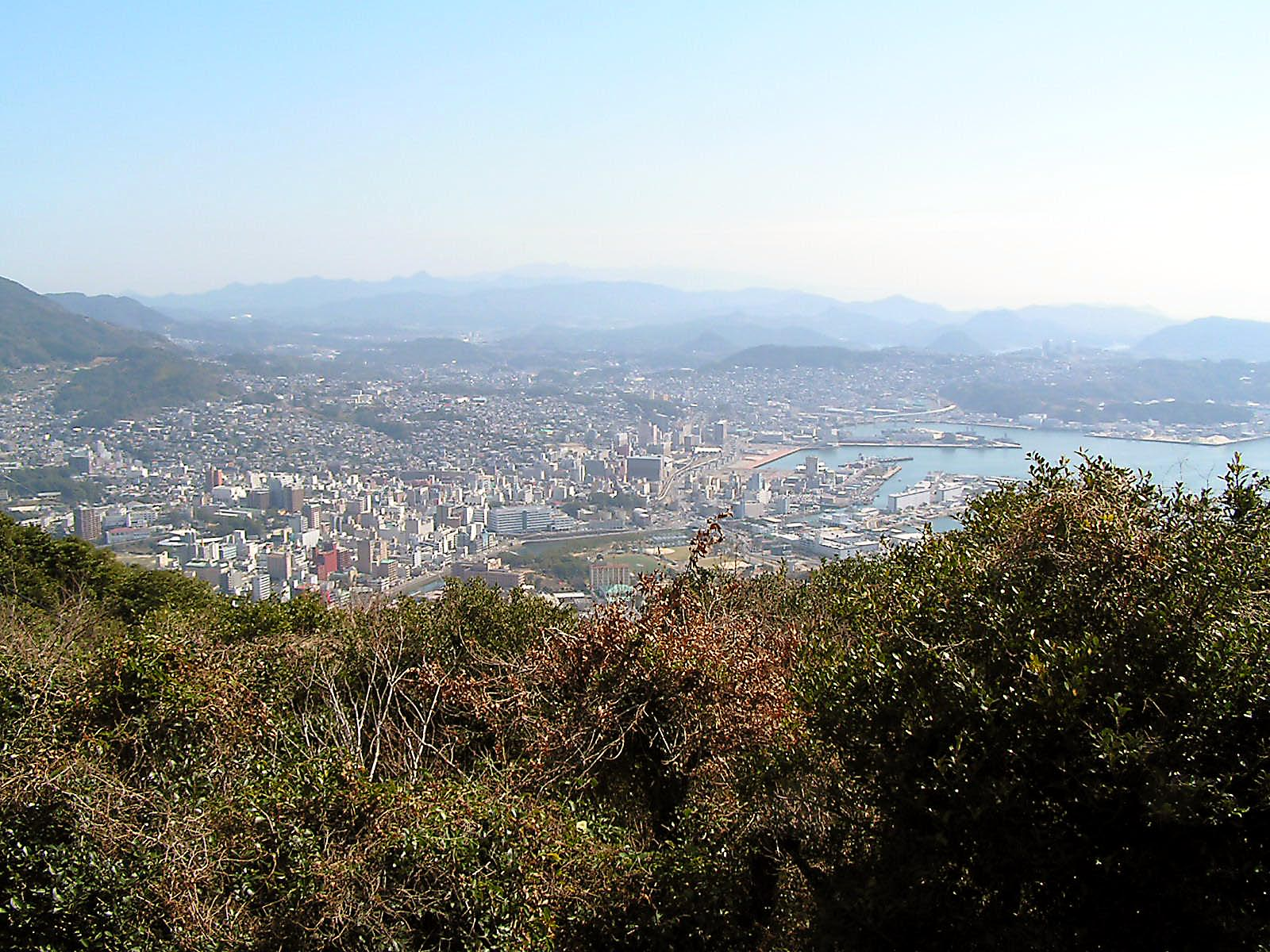
展望台からの佐世保市街

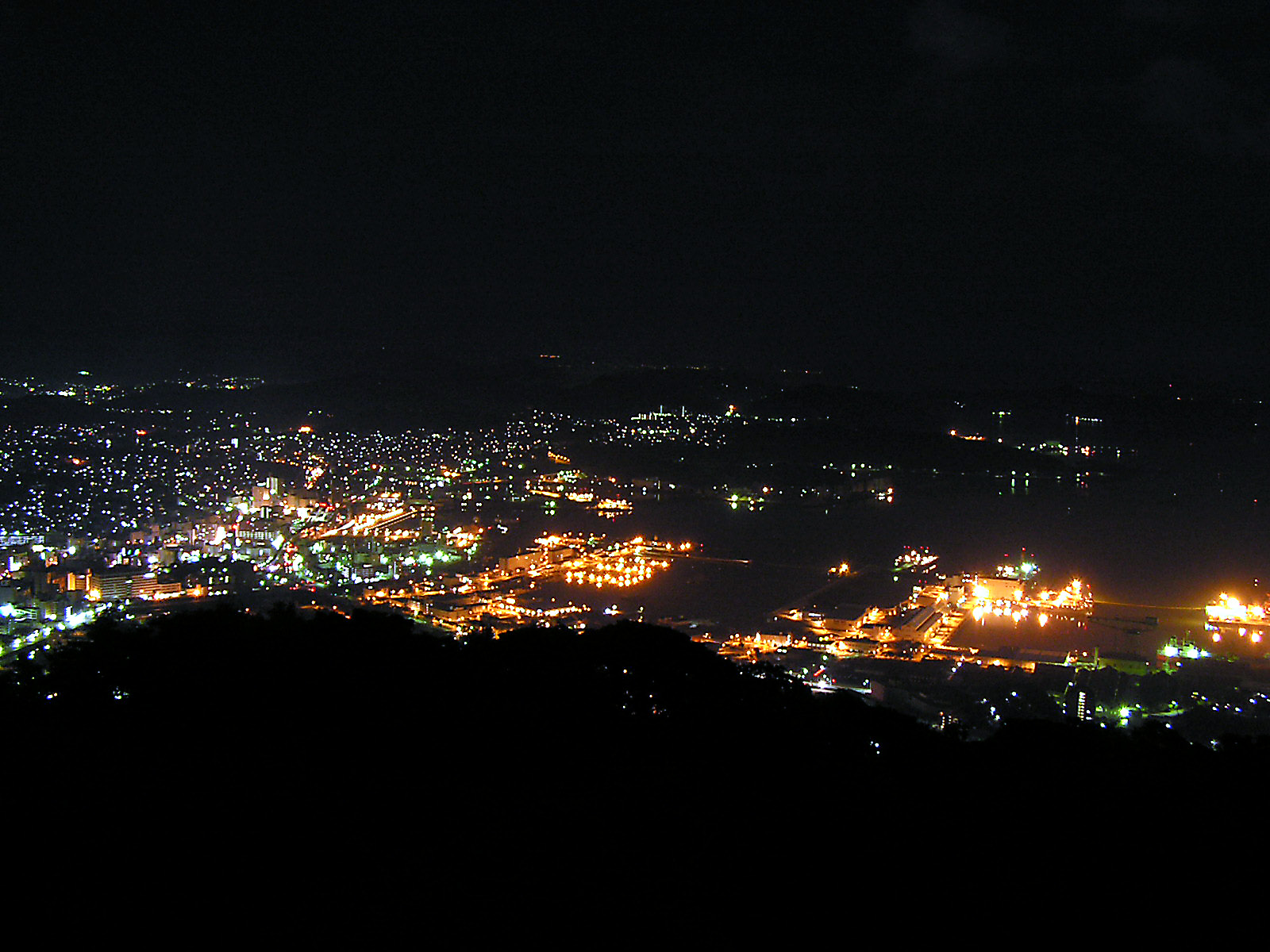
佐世保市街・佐世保港夜景

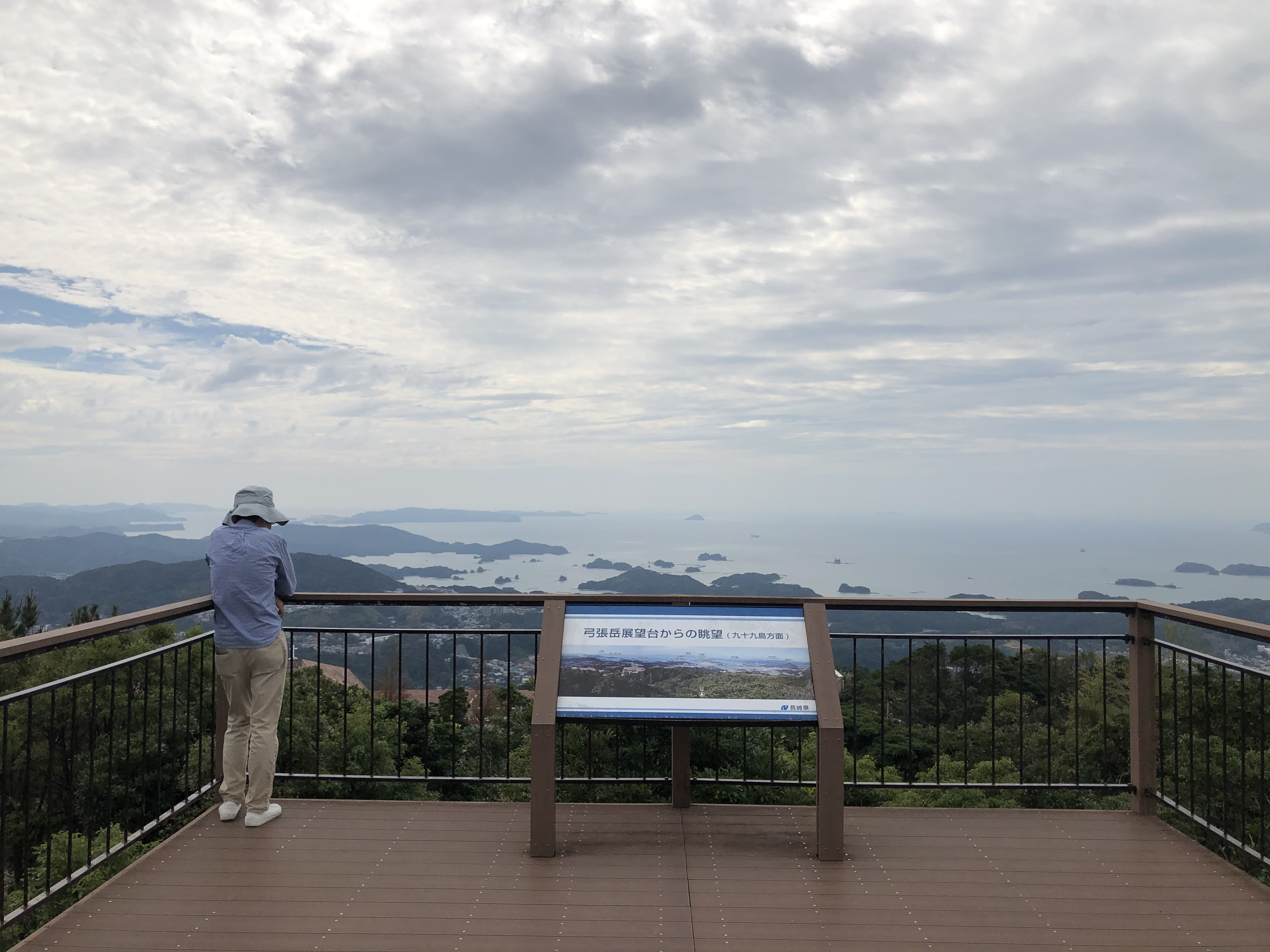
西側展望台と九十九島

弓張岳（ゆみはりだけ）は、長崎県佐世保市にある山。標高は364メートル。

## 概要
佐世保市中心街から見て西側に位置し、南から弓張岳、但馬岳（361メートル）、将冠岳（445メートル）の順に山々が連なっている。頂上付近には坪井善勝が手掛けたコンクリート屋根の弓張岳展望台があり、佐世保市街や米軍基地、SSK（佐世保重工業）のドック群、西側には九十九島を見ることができる。西海国立公園にも指定されており、佐世保を代表する山の一つである。
佐世保市内でも有数の観光名所であり、多くの観光客や市民が訪れる。特に夜景が美しく、有志でつくる「夜景100選」にも選ばれた。駐車場の北側、階段を少し登ると旧日本海軍の主要拠点であった佐世保鎮守府の防空のために設けられた円形の砲台跡があり、展望台を含む相浦側に小野遺跡群があるが西九州道建設時の調査のみで保存整備されていない。山での耕作時に石器や黒曜石の鏃などが出土する。
西九州自動車道佐々佐世保道路は、弓張岳をトンネルで貫通している（弓張トンネル）。これにより住民が生活用水として利用していた豊富な地下水が枯れた。

## 弓張岳観光の歴史
弓張岳の観光開発は、戦前の鵜渡越開発期と、西海国立公園制定時の山頂開発期の2エリア2期に大別できる。

### 戦前の開発
軍港を見下ろすことなく、九十九島の絶景を見下ろせる絶好の観光スポットとして見出されたのが、弓張岳六合目の鵜渡越であった。1916年（大正5年）、道路開発調査のために鵜渡越を訪れた実業家の松尾良吉が九十九島の絶景を発見し、観光地化を思い立ったと北村徳太郎は語っている。松尾は伊万里市の畜産業者で、佐世保で牛車による運輸請負で財を成し、さらには道路建設や道路標識設置などに手を広げて運輸流通業に貢献している。鵜渡越探索を機に松尾は観光地建設に没頭し、弓張岳観光のルーツとなったとして、北村は松尾を顕彰しているのである。北村らが発起人として建立した松尾の顕彰碑は、うど越バス停前の広場に現存する。
松尾が開発した旧ルートは、現SSKバイパス沿いの御船保育所前からほぼ一直線に昇る1車線の細い道である。戦前は石畳敷きで桜並木が整備され、駕籠担ぎも待機していた。通称は桜道であった。舗装は市道との合流点で途切れるが、旧道はさらに続いており、親鸞上人像が建つ広場まで続いている。ここまでは扶老坂の通称がある。1918年（大正7年）から3年半にわたって佐世保鎮守府司令長官を務めた財部彪大将が、母に九十九島を見せるために背負って登山したニュースを伝え聞いた松尾が命名したものである。1923年（大正12年）に財部が海軍大臣に就任した頃には、このエピソードを元に歌まで作られ、その名が広まっている。
鵜渡越登山道はさらに延長され、大正期のうちに現うど越バス停まで達している。1920年（大正9年）に九州巡幸中の皇太子（昭和天皇）が佐世保に立ち寄った際、市は突貫工事で展望所を建築した（但し大雨のために皇太子の登山は取りやめとなり、後日に土屋正直子爵が名代として派遣されている）。鵜渡越登山道の頂上にあるのは第43号潜水艦慰霊碑である。沈没事故現場が直接見下ろせる場所としてこの地が選ばれた。
これら鵜渡越エリアの主要な展望所や記念物は、上記のように大正期にすべて完成しており、登山の労苦を経て訪れた観光客の目を楽しませた。1932年（昭和7年）には佐世保市営バスが軍用道路を経て鵜渡越に達するバス路線を開設した。市営バス開業から僅か5年目での路線開発であり、いかに鵜渡越が観光地として有望視されていたかを如実に物語る例である。しかしバスの開業は、桜道・扶老坂の衰退を促すものでもあった。観光客は慰霊碑から親鸞上人像まで下りながら観光するようになり、扶老坂より下へは立ち寄らなくなった。
鵜渡越観光が可能だったのは、途中の道路が木立に囲まれて軍港が見えず、現地では九十九島方面だけ視界が開けていた地の利にあったが、それでも戦争が近づくと防諜のために細心の注意が払われるようになり、観光など娯楽を自粛する風潮も広まってきたこともあり、戦前の弓張観光はうやむやのうちに終焉を迎える。

### 軍用道路と高角砲台の建設
戦後の西海国立公園制定にともなう山頂の観光開発の足がかりとなるのが、太平洋戦争を目前に控えて建設された山頂付近の軍事施設と軍用道路の建設である。1941年（昭和16年）3月にうど越バス停より弓張岳山頂を経て但馬岳山頂に至る軍用道路の建設が極秘裏に始まった。さらに但馬岳山頂に高角砲台指揮所・通信所・弾薬庫を建設し、但馬岳から弓張岳にかけての尾根筋に3基の単装高角砲が設置された。これら諸施設は100人ほどの人員が突貫工事で僅か4ヶ月で完工した。1945年（昭和20年）6月の空襲では300発ほどの射撃で応戦したが、戦果は皆無だった。
敗戦とともに撤去され、施設の基礎コンクリートや砲座が残るのみとなった。但馬岳の指揮所跡はツツジが植えられて公園となり、尾根筋の砲座は2基がそのまま残された。残る1基は炭鉱閉鎖が相次いだ昭和40年代初期に失業者救済事業の一つとして野外コンサートホールに改修され、地元小学校の遠足会場などに活用されている。

### 戦後の開発
1955年（昭和30年）3月16日に西海国立公園の指定が告示された。当初は九十九島への観光船の桟橋がある鹿子前周辺の開発が最優先され、弓張岳は知る人ぞ知る存在に過ぎなかったが、1957年（昭和32年）に秩父宮妃勢津子が鵜渡越を訪問するなど、かつての展望所としての人気回復を望む声も徐々に高まっていた。1965年（昭和40年）5月9日、山頂に展望台と野口雨情の歌碑が完成して落成式が行われ、最大の観光拠点ができた。
1967年（昭和42年）5月には藤浦洸の詩碑も建立された。その2年後の1969年（昭和44年）に『西海讃歌』作曲の取材のために佐世保を訪れ、弓張岳に登った團伊玖磨はその詩碑を見て、そこに刻まれた「空いっぱいに」の詩を『西海讃歌』に使用することを決意したという。同年11月に佐世保で初演を果たした『西海讃歌』の碑も翌1970年には追加された。このように、展望所付近には佐世保や西海国立公園にゆかりのある文筆家や芸術家を記念した歌碑が続々と建立された。この時期には八合目に弓張観光ホテルも開業し、弓張岳観光は頂点に達した。

### 危機と再生、そして現在へ
しかし観光客のニーズが変わり、基幹産業の造船が危機的状況になった佐世保では、1975年から10年ほど観光事業が下火となり、弓張岳の集客力は大きく落ちた。鹿子前周辺では、観光船「海王」就役による乗客増や展海峰開発の開始など明るいニュースが多かったが、それと裏腹に弓張岳エリアでは1985年（昭和60年）、当時市内第2位の収容力を持っていた弓張観光ホテルが倒産した。このため佐世保市の観光は危機的状態であるとして市議会は動揺したものの、弓張岳活性策は生み出せなかった。
観光事業が回復の兆しを見せるのは、バブル景気とそれを追い風に制定された総合保養地域整備法（リゾート法）による観光開発であった。1992年（平成4年）にハウステンボスが開業すると、観光客が佐世保の老舗ホテルにも帰ってくるようになった。さらに弓張岳・鹿子前など古くからの西海国立公園各地の観光地にも旅行者が立ち寄るようになった。
倒産から11年、旧弓張観光ホテルは1996年（平成8年）、ユニマットにより「ミュゼアリゾート佐世保 弓張の丘ホテル」として再生し、高橋洋二氏のコレクションである300点に及ぶルネ・ラリックの作品が常設展示された「ガラスの丘美術館」、ラウンジやレストランにプールなどからの眺望など、弓張岳のみならず佐世保観光の拠点として機能することになった 。
2010年（平成22年）、ユニマットはリゾートホテルの展開を沖縄県に特化させるため、同ホテルをクラブ・マナティーに売却。これに伴いガラスの丘美術館の展示品は全て引き上げられ閉館。変わって有田焼を展示する美術館となった。さらに2015年（平成27年）、愛グループが同ホテルを買収し現在に至っている。

## アクセス
- 佐世保駅から車で15分

※佐世保駅前バスターミナル - 弓張岳展望台間に西肥バス（させぼバス）が路線バスを運行しているが、平日朝夕各1往復ずつのみの運行となっており弓張岳展望台での折り返し時間も短い。